# Короткодзьобий бігунець
Короткодзьобий бігунець (Rhinoptilus) — рід сивкоподібних птахів родини дерихвостових (Glareolidae). Містить 4 види.

## Поширення
Поширені у посушливих та напівпосушливих регіонах Старого Світу. Трапляються в Африці та Південній Азії.

## Опис
Довжина тіла 20-29 см; вага тіла 69-220 г; розмах крил до 58 см.

## Спосіб життя
Ведуть наземний спосіб життя. Живляться комахами. Гніздо облаштовує на землі. У гнізді 1-3 яйця. 

## Види
- Бігунець смугастоволий (Rhinoptilus africanus)
- Бігунець білобровий (Rhinoptilus bitorquatus)
- Бігунець червононогий (Rhinoptilus chalcopterus)
- Бігунець плямистоволий (Rhinoptilus cinctus)